# 2019-es magyar teniszbajnokság
A 2019-es magyar teniszbajnokság a százhuszadik magyar bajnokság volt. A bajnokságot szeptember 16. és 22. között rendezték meg Budapesten, az óbudai Nemzeti Edzésközpontban.

## Eredmények
| Versenyszám  | Arany                                 | Arany | Ezüst                                | Ezüst | Bronz | Bronz |
| ------------ | ------------------------------------- | ----- | ------------------------------------ | ----- | --- | ----- |
| Férfi egyéni | Makk Péter Győri AC                   |       | Marozsán Fábián Győri AC             |       | Vörös Máté MTKSzintai Dávid MTK                                                                                 |       |
| Női egyéni   | Nagy Adrienn MTK                      |       | Kovács Zita Győri AC                 |       | Petrova Anastasia MTKFárbás Réka MTK                                                                            |       |
| Férfi páros  | Kéki Márk, Vörös Máté Panakor TC, MTK |       | Makk Péter, Marozsán Fábián Győri AC |       | Hermán Benedek, Deli Mihály Ádám Vasas SC, Tenisz MűhelyBalla Péter, Buzonics Dominik Pasarét TK, Tenisz Műhely |       |
| Női páros    | Bukta Ágnes, Gécsek Fanni MTK         |       | Fárbás Réka, Földeák Kata MTK        |       | Dávid Cintia, Wiandt Viktória Veronika Százhalombattai VUK SEBartha Panna, Kántor Anna Pécs VTC, MTK            |       |